# 拉韦列斯
拉韦列斯，是西班牙卡斯蒂利亚-莱昂萨拉曼卡省的一个市镇。 总面积26平方公里，总人口422人（2001年），人口密度16人/平方公里。